# ساجد ساجدوف
ساجِد ساجدوف (به روسی: Сажид Сажидов؛ زادهٔ ۶ فوریهٔ ۱۹۸۰) کشتی‌گیر پیشین و مربی کشتی اهل روسیه است. او در دستهٔ ۸۴ کیلوگرم کشتی آزاد برندهٔ مدال برنز المپیک ۲۰۰۴ آتن و قهرمان دو دورهٔ قهرمانی کشتی جهان در سال‌های ۲۰۰۳ و ۲۰۰۶ است. او همچنین قهرمان دو دورهٔ پیاپی مسابقات قهرمانی کشتی اروپا در سال‌های ۲۰۰۱ و ۲۰۰۲ است.
او مربی تیم کشتی جمهوری داغستان است و همچنین مربی کشتی بسیاری از کشتی‌گیران و ورزشکاران مطرح داغستانی از جمله حبیب نورمحمدف، عبدالسلام گادیسوف، عبدالرشید سعدالله‌اف، حاجی‌مراد رشیدوف و بکخان گویگریف بوده‌است.

## رقابت‌های حرفه‌ای
او در فینال مسابقات دستهٔ ۸۴ کیلوگرم در قهرمانی کشتی جهان ۲۰۰۳ که در نیویورک برگزار می‌شد، کایل ساندرسون آمریکایی از کشور میزبان را شکست داد و قهرمان شد و در فینال قهرمانی جهان ۲۰۰۶ گوانگژو نیز از رواز میندراشویلی گرجستانی پیروز شد که هر دو این کشتی‌گیران در دو بازی‌های المپیک ۲۰۰۴ آتن و المپیک ۲۰۰۸ پکن به قهرمانی این دسته رسیدند.